# Alto - Biografia Não Autorizada
Alto - Biografia não Autorizada é um texto de stand-up comedy baseado no livro Autobiografia Não Autorizada sendo o segundo solo do humorista Oscar Filho que estreou no dia 7 de março, Teatro Itália, em São Paulo, com a presença de diversas personalidades do teatro e da TV.

## Histórico
O show solo trata da vida do próprio humorista como ele conta em entrevista para o The Noite com Danilo Gentili.
Houve apenas uma apresentação em 2020 sendo, pouco antes do início da pandemia, sendo forçado a sair de cartaz por conta do COVID-19.
Em 2021, o show voltou aos palcos e esteve na 16ª edição do Risorama, o festival de humor mais tradicional do país.
Além da reestreia no teatro, o show esteve em cartaz semanalmente em um navio de cruzeiros na costa brasileira pela empresa Costa no navio Costa Diadema na temporada 2021-2022 sendo o primeiro show de stand-up comedy residente em um dos navios da empresa no Brasil.
Em 2022, o show reestreou em São Paulo no Teatro MorumbiShopping em 2022 e, paralelamente, está em turnê pelo país.
Em dezembro do mesmo ano, o show foi apresentado no evento cultural Virada SP, na cidade de Santa Bárbara do Oeste.
Em 2023, voltou em cartaz no Teatro MorumbiShopping em São Paulo além de turnê pelo país.